# Deutsche Fußballnationalmannschaft (U-15-Juniorinnen)
Die deutsche Fußballnationalmannschaft der U-15-Juniorinnen repräsentiert Deutschland im internationalen Mädchenfußball, ihr gehören die Spielerinnen bis zum älteren Jahrgangs der C-Juniorinnen an. Die Mannschaft existiert seit 2003 und wurde zunächst von Ralf Peter trainiert. Seit dem 1. September 2007 trainiert die ehemalige Nationalspielerin Bettina Wiegmann die Auswahlmannschaft.
Da für die Altersklasse „U-15“ keine offiziellen FIFA- oder UEFA-Wettbewerbe vorgesehen sind, trägt die Mannschaft Freundschaftsspiele aus, nimmt am U-15-, U-18- und U-20-Länderpokal oder gelegentlich an einem Vier-Nationen-Turnier teil.
Im Herbst 2006 nahm die U-15-Auswahl am U-20-Länderpokal teil. Dort düpierte man die teilweise fünf Jahre ältere Konkurrenz aus den Landesverbänden und beendete das Turnier auf dem ersten Platz. Da laut DFB-Statuten nur ein Landesverband Sieger sein konnte, wurden die punkt- und torgleichen Mannschaften aus Westfalen und Niederrhein Turniersieger.
Das Vier-Nationen-Turnier, sowohl 2007 als auch 2008, gewann die deutsche Auswahlmannschaft im eigenen Land gegen die Auswahlmannschaften von Dänemark (3:0; am 13. August in Holzwickede), Irland (5:0; am 15. August in Recklinghausen) und Russland (9:0: am 17. August in Hamm) bzw. gegen Schottland (9:0; am 18. August in Montabaur), Norwegen (1:1; am 20. August in Montabaur) und Russland (5:1; am 22. August in Neuwied).

## Rekordspielerinnen
| Spiele | Name                                                                                |
| ------ | ----------------------------------------------------------------------------------- |
| 12     | Lena Oberdorf                                                                       |
| 10     | Kim Fellhauer Annabel Jäger                                                         |
| 9      | Lisa Schöppl Julia Šimić                                                            |
| 8      | Julia Losert Lina Magull Saskia Matheis Isabella Möller Lena Petermann Jasmin Sehan |
| 7      | Marina Hegering                                                                     |

## Rekordtorschützinnen
| Tore | Name                                                               |
| ---- | ------------------------------------------------------------------ |
| 15   | Anna-Lena Stolze                                                   |
| 9    | Julia Šimić                                                        |
| 8    | Lena Petermann Jasmin Sehan                                        |
| 7    | Stefanie Sanders                                                   |
| 6    | Silvana Chojnowski Jacqueline de Backer Janina Minge Lena Oberdorf |
| 5    | Turid Knaak                                                        |

## Anmerkung
Mit Nicole Anyomi, Fatmire Bajramaj, Nicole Banecki, Katharina Baunach, Pauline-Marie Bremer, Klara Bühl, Jennifer Cramer, Sara Däbritz, Kristin Demann, Sara Doorsoun-Khajeh, Johanna Elsig, Jana Feldkamp, Laura Freigang, Merle Frohms, Margarita Gidion, Lisanne Gräwe, Giulia Gwinn, Kathrin Hendrich, Marina Hegering, Svenja Huth, Mandy Islacker, Stina Johannes, Isabel Kerschowski, Nadine Keßler, Sophia Kleinherne, Rebecca Knaak, Turid Knaak, Kim Kulig, Lena Lattwein, Melanie Leupolz, Isabelle Linden, Sarai Linder, Sydney Lohmann, Lena Lotzen, Lina Magull, Leonie Maier, Dzsenifer Marozsán, Janina Minge, Sjoeke Nüsken, Lena Oberdorf, Babett Peter, Lena Petermann, Alexandra Popp, Nicole Rolser, Bianca Schmidt, Lisa Schmitz, Almuth Schult, Alara Şehitler, Julia Šimić, Carolin Simon, Luisa Wensing und Cora Zicai haben es bisher 52 Spielerinnen in die A-Nationalmannschaft geschafft. (Stand: 21. Februar 2025)